# فرودگاه فلگ‌استاف پولیام
فرودگاه فلگ‌استاف پولیام (به انگلیسی: Flagstaff Pulliam Airport) یک فرودگاه همگانی ۳۲۸۳۸ با کد یاتا FLG است . این فرودگاه در شهر فلگستف، آریزونا کشور ایالات متحده آمریکا قرار دارد و در ارتفاع ۲۱۳۸ متری از سطح دریا واقع شده است.

## شرکت‌های هواپیمایی و مقصدهای پروازی

### مسافری
| شرکت‌های هواپیمایی | مقصدهای پروازی    |
| ----------------- | ----------------- |
| امریکن ایگل       | فینکس اسکای هاربر |